# Iput II
Đối với vương hậu cùng tên, xem Iput I
Iput II là một công chúa, đồng thời là vương hậu sống vào thời kỳ Vương triều thứ 6 trong lịch sử Ai Cập cổ đại.

## Thân thế
Iput II là một người con gái của pharaon Pepi I (dựa vào danh hiệu "Con gái cả của Vua") và là vợ của Pepi II. Xét về vai vế, bà là cô ruột của Pepi II (Pepi II là con của pharaon Merenre Nemtyemsaf I, Merenre là anh em cùng cha với bà).
Là một vương hậu, bà mang danh hiệu "Vợ của Vua, được sủng ái", "Vợ yêu quý của Vua Neferkare-men-ankh", "Công chúa thừa kế"...

## Chôn cất
Iput II được an táng trong một kim tự tháp gần phức hợp kim tự tháp Pepi II. Đền thờ trong phức hợp của Iput được xây theo hình chữ L. Tại đây, người ta tìm thấy một cỗ quách đá khác thuộc về Ankhesenpepi IV, một bà vợ khác của Pepi II.
Quách của Iput làm từ đá granite hồng. Văn tự khắc trên đó rất khó đọc, và chỉ dịch được 1 phần. Theo đó, pharaon Userkare (tiền nhiệm của Pepi I) đã trị vì trong khoảng 4 năm, nhưng vì lãnh án phạt Damnatio memoriae mà ông đã bị xóa sổ khỏi các bản ghi chép.